# Olympische Winterspiele 1984/Teilnehmer (Griechenland)
| Gelbes Symbol für Goldmedaillen mit stilisierten Olympischen Ringen | Graues Symbol für Silbermedaillen mit stilisierten Olympischen Ringen | Braundes Symbol für Bronzemedaillen mit stilisierten Olympischen Ringen |
| ------------------------------------------------------------------- | --------------------------------------------------------------------- | ----------------------------------------------------------------------- |
| —                                                                   | —                                                                     | —                                                                       |

Griechenland nahm an den Olympischen Winterspielen 1984 in Sarajevo mit einer Delegation von sechs männlichen Athleten teil. Der alpine Skirennläufer Andreas Pantelidis wurde als Fahnenträger der griechischen Mannschaft zur Eröffnungsfeier ausgewählt.

## Teilnehmer nach Sportarten

### Ski Alpin
Herren:
- Lazaros Arkhontopoulos
Abfahrt: 59. Platz
Riesenslalom: 49. Platz
Slalom: 25. Platz
- Andreas Pantelidis
Abfahrt: 56. Platz
Riesenslalom: 51. Platz
Slalom: DSQ
- Giannis Stamatiou
Abfahrt: 55. Platz
Riesenslalom: 55. Platz
Slalom: DSQ
- Ioannis Triantafyllidis
Riesenslalom: 50. Platz
Slalom: 28. Platz

### Ski Nordisch

#### Langlauf
Herren:
- Dimitrios Biliouris
15 km: 77. Platz
- Lazaros Tosounidis
15 km: 78. Platz